# 诗篇第23篇

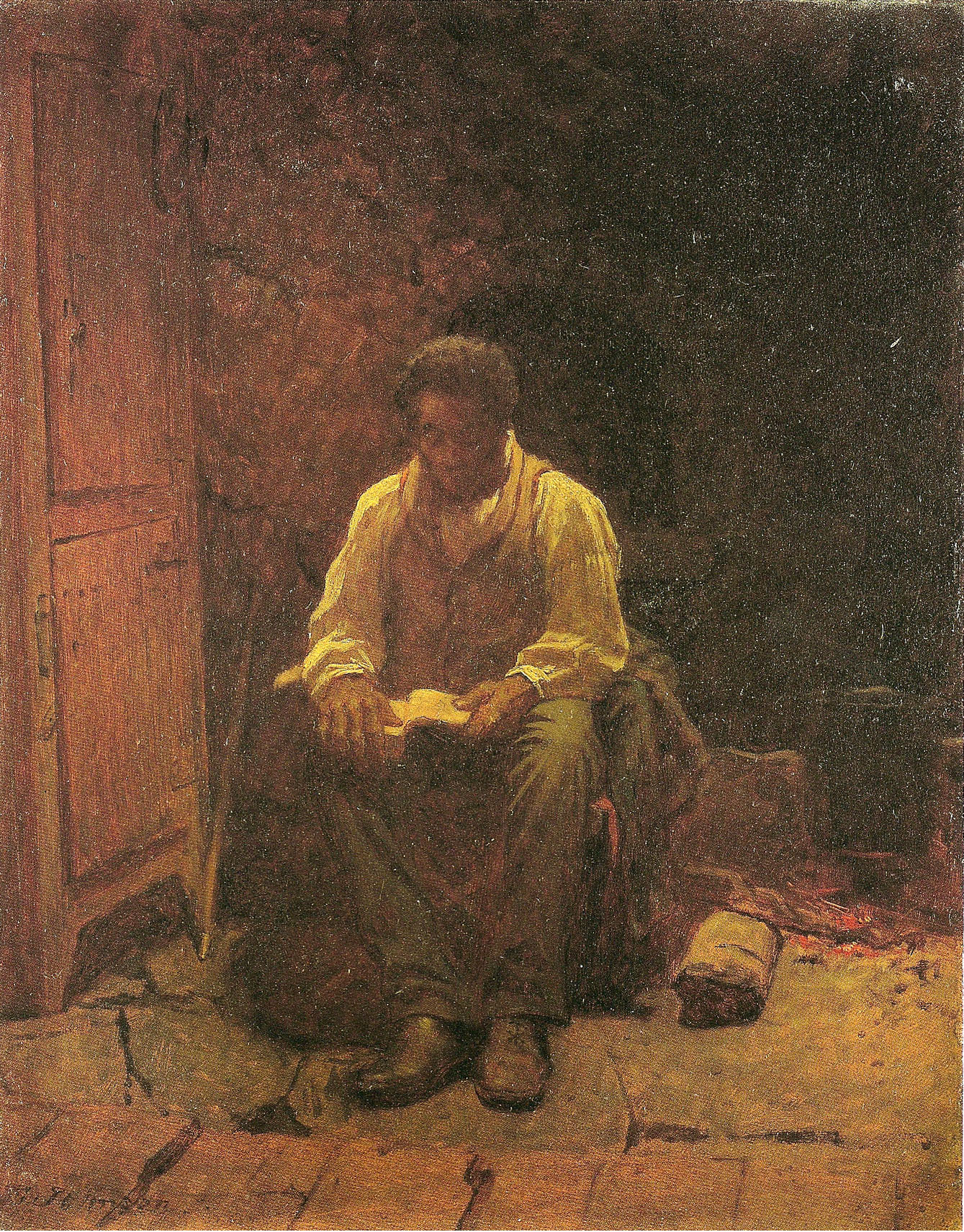
Eastman Johnsond的画作"The Lord is my Shepard "（《上主是我的牧者》）

《诗篇》第23篇（英語：Psalm 23），因其首句“מִזְמ֥וֹר לְדָוִ֑ד  (舊約聖經希伯來文)大衛的詩歌, 耶和華 (יְהֹוָ֥ה) 是我的牧者 (רֹ֜עִ֗י)  (舊約聖經希伯來文)”而有时被称为（“牧者诗篇”），是《诗篇》中较著名的一首。
这首诗歌的主题是说到上帝扮演保护者和供应者的角色，因而为犹太人和基督徒所喜爱。对于基督徒，“主”指耶稣；因为《约翰福音》记载，耶稣自称“好牧人”。
《诗篇》第23篇已经多次被圣诗作者谱上乐曲。

## 寫作背景
正如詩篇23篇所言，這篇的作者是大衛。由於大衛原是牧人，這篇亦以牧人和羊作比喻的詩篇對大衛的身世尤其貼切。除了以「牧者」、「青草」、「安歇的水邊」、「你的木杖和短棒」等充滿牧人特色的詞句外，這篇詩篇亦對應了大衛的人生經歷。
大衛一生都在逃避敵人殺害的日子中渡過。除了早年被掃羅追殺外，晚年更經歷兒子押沙龍的叛變，但大衛往往能逃命。因此，詩篇中有提到「我雖然行過死蔭的幽谷，也不怕遭害，因為你與我同在」，以及「在我敵人面前，你為我摆設筵席」。

## 译文

### 汉语
大衛的诗。

耶和华是我的牧者；我必不至缺乏。

祂使我躺卧在青草地上，

领我在可安歇的水边。

祂使我的灵魂甦醒，

为自己的名引导我走义路。

我虽然行过死荫的幽谷，

也不怕遭害，因为你与我同在；你的杖，你的竿，都安慰我。

在我敌人面前，你为我摆设筵席；

你用油膏了我的头，使我的福杯满溢。

我一生一世必有恩惠慈爱随着我，

我且要住在耶和华的殿中，直到永远。

## 使用

### 犹太教
在周六下午，犹太人进食安息日第三餐时，经常用古代希伯来语吟唱这首诗歌。瑟法底犹太人和部分Hassidic犹太人在周五下午仪式上，以及安息日晚餐和日餐上都唱这首诗。犹太教葬礼（Yizkor）中也会唱这首诗歌。在犹太假日期间，墓地葬礼上用诵读这首诗来代替传统的祷告。

### 基督教
东正教徒在领受圣餐前的祷告中通常都包括这首诗歌。
由于诗中提到安慰与保护，以及曲调为人们所熟知，诗篇23篇成为葬礼仪式中的重要部分。